# La Part du mensonge
Pour les articles homonymes, voir La Part du mensonge.
Pour plus de détails, voir Fiche technique et Distribution.
La Part du mensonge, aussi appelé L'Enfant partagé (The Surrogate), est un téléfilm américain de 1995 réalisé par Jan Egleson et Raymond Hartung.

## Synopsis
Une étudiante, Amy Winslow, accepte d'être mère porteuse pour aider Joan Quinn, une femme stérile qui désire avoir un enfant. Amy finit par découvrir que Joan a de lourds problèmes psychiques...

## Fiche technique
genre : drame

## Distribution
- Alyssa Milano (VF : Magali Barney) : Amy Winslow
- Connie Sellecca (VF : Françoise Pavy) : Joan Quinn
- David Dukes (VF : Bernard Tiphaine) : Stuart Quinn
- Vincent Ventresca (VF : Denis Laustriat) : Eric Shaw
- Polly Bergen : Sandy Gilman
- Lorena Gale : Brenda

 Source et légende : version française (VF) sur RS Doublage et selon le carton du doublage français télévisuel.